# Komsomolskaja (Koltsevajalinjen)
Komsomolskaja (ryska: Комсомольская uttal (fil)), är en tunnelbanestation på Koltsevajalinjen i Moskvas tunnelbana. 
Stationen öppnades den 30 januari 1952 och är Moskvas mest kända tunnelbanestation. Stationen har storslagen arkitektur och utsmyckning, och ligger också vid Moskvas mest trafikerade knutpunkt, Komsomolskajatorget, där tre av stadens järnvägsstationer är belägna - Leningradskij, Jaroslavskij och Kazanskij.
Det konstnärliga temat är patriotiskt och skildrar Rysslands historia av strider och krig. Alexander Nevskij, Dmitrij Donskoj och andra krigshjältar finns som mosaiker här. Stationens huvudsakliga formgivare är Aleksej Sjtjusev, Komsomolskaja är den enda tunnelbanestation han formgav. Stationens konstruktion var först tänkt att vara av klassisk djup pylon-typ, med kraftiga betongpyloner, men Sjtjusev förkastade detta och i stället valde man smäckra, åttkantiga stålpyloner som kläddes med marmor, vilket gav stationen dess luftiga karaktär.

## Arkitektur och dekorationer
Stationen har åtta stora takmosaiker skapade av Pavel Korin. I kronologisk ordning är mosaikerna dessa:
- 1242: Alexander Nevskij efter Slaget på sjön Peipus.
- 1380: Dmitrij Donskoj efter Slaget vid Kulikovo.
- 1612: Kuzma Minin och Dmitrij Pozharskij efter slutet på Stora oredan.
- 1799: Aleksandr Suvorov efter korsandet av Alperna.
- 1812: Michail Kutuzov efter Slaget vid Borodino.
- 1945: Ursprungligen visade denna hur Röda Arméns trupper mottog utmärkelser från Sovjets stridsledning på Röda Torget, men då mosaiken visade flera ledare som senare skulle komma att omprövas (däribland Josef Stalin), så ersattes det mesta av mosaiken med ett motiv av Lenin som håller tal på Röda Torget, vilket gör att mosaiken skildrar perioden 1917-1922.
- 1945: Sovjetiska trupper vid Riksdagshuset i Berlin efter Slaget om Berlin.
- 1945: Ursprungligen skildrades här sovjetsoldater framför Leninmausoleet, men liksom i mosaik nummer sex förekom här personer som ledde till att mosaiken gjordes om. Då Lavrentij Berija arresterades 1953, togs hans glasögon bort i mosaiken, senare tog hela hans figur bort. 1957 fick Vjatjeslav Molotov och Lazar Kaganovitj plockas bort, och 1963 avlägsnade man hela personsektionen och Korin ersatte den med en jungfru (symboliserande Moder Ryssland) som trampar på naziflaggor framför mausoleet, med hammaren och skäran i ena handen och en palmkvist i den andra. Denna slutgiltiga version av mosaik åtta består av över 300 000 mosaikbrickor, är 31,5 kvadratmeter stor och väger över tre ton.

Mellan de stora mosaikerna finns mindre mosaiker av förgyllt smalt som visar olika ryska vapen och rustningar. I ena ändan av stationen finns en byst av Lenin.
I mitten av plattformen klädd i röd granit finns två passager, kantade av marmorbalustrader med rulltrappor som leder ned till en lobby, med huvudrulltrappor upp till tunnelbanestationen med samma namn på Sokolnitjeskajalinjen (röda linjen). På väggen mittemot rulltrappan finns en stor fluorescerande mosaik, också denna av Pavel Korin, som föreställer Segerorden, den högsta militära utmärkelsen i Sovjetunionen.
1958 belönades stationen med Grand Prix vid världsutställningen Expo '58 i Bryssel.